# 秩父市指定文化財一覧
秩父市指定文化財一覧（ちちぶししていぶんかざいいちらん）は、埼玉県秩父市指定の文化財の一覧である。指定日などを掲載する。

## 概要
市指定文化財は195件。ほかに秩父市内には国の重要文化財は1件（内田家住宅）、県指定有形文化財の建造物は4件ある。国の登録有形文化財は29件ある（埼玉県の登録有形文化財一覧を参照）。

## 有形文化財 建造物
- 聖神社社殿(元今宮神社本殿)（昭和40年1月25日指定）
- 旧大宮学校校舎（昭和44年1月8日指定）
- 内田家住宅
- こまり門1棟 付左右そで塀
- 大林山廣見寺惣門
- 椋神社本殿
- 八幡神社旧本殿
- 平石馬頭尊堂
- 米山薬師堂
- 万福寺の宝篋印塔
- 源内居
- 三峯神領民家
- 寺沢の寝入り観音堂
- 湯大権現宮
- 千手観音堂
- 猪狩神社社殿
- 大寶山圓福禅寺山門

## 有形文化財 絵画
- 寺沢の寝入り観音堂漢士二十四孝絵図
- 地獄極楽絵図
- 葛飾北斎筆の納額
- 森玄黄斉作 玄黄斉の書画
- 千手観音堂 相撲四十八手板絵48面

## 有形文化財 工芸品
- 音楽寺の銅鐘
- 秩父神社蔵刀剣脇差
- 太田部の獅子頭
- 彦久保家所有の甲冑
- 瑞花双鳳八稜鏡・錫杖頭
- 三峯神社の銅鐘
- 寺井諏訪神社の鰐口
- 信玄供養の念仏がね
- 三峯神社の御正体(懸仏)
- 三峯神社の銅板絵馬
- 石札
- 香炉
- 徳川将軍家奉納品
- 巡礼納札

## 有形文化財 彫刻
- 岩上堂の聖観世音像
- 札所26番の勝軍地蔵菩薩立像
- 札所28番の馬頭観世音座像
- 札所14番長岳山今宮坊の飛天像
- 金仙寺四天王像
- 徳雲寺勝軍地蔵菩薩
- 金室阿弥陀堂の阿弥陀三尊像及び地蔵菩薩像 付棟札
- 薬師如来像
- 聖観音立像
- 薬師如来座像
- 薬師如来立像
- 千手観音堂の仏像 千手観音座像・十六善神像
- 森玄黄斉作将棋の駒

## 有形文化財 書跡・典籍・古文書
- 秩父志 10冊
- 内田家所蔵古文書一式
- 秩父の行商露店商に関する文書 9冊
- 戸塚家文書 619点
- 内田家古文書一式
- 関根家文書一括
- 太田部新井家文書一括
- 菊水寺の子返しの図、孝行和讃の図(版木・大絵馬)一括
- 幸島家の鉱山記録 1帖
- 井上家文書 480点
- 一切経 1630巻
- 田中千弥日記・秩父事件記 1揃

## 有形文化財 歴史資料
- 袈裟（本寺正法寺第二世月泉良印禅師伝衣）

## 有形民俗文化財
- 品沢人形芝居の人形一式
- 恒持祭屋台・笠鉾3基荒木屋台
- 恒持祭屋台・笠鉾3基中山田屋台
- 恒持祭屋台・笠鉾3基大棚笠鉾
- 秩父市立民俗博物館収蔵民具コレクション
- 下影森 田の沢の屋台
- 諏訪神社附設舞台
- 浦山細久保防風林
- 秩父祭 中近笠鉾旧部品
- 秩父祭 下郷笠鉾旧部品
- 秩父祭 宮地屋台旧部品
- 秩父祭 上町屋台旧部品
- 秩父祭 中町屋台旧部品
- 秩父祭 本町屋台旧部品
- 栃谷の笠鉾3基上組笠鉾
- 栃谷の笠鉾3基中組笠鉾
- 栃谷の笠鉾3基本組笠鉾
- 秩父歌舞伎正和会歌舞伎衣裳・用具及び台本 241点
- 妙見塚 付幟旗 2枚
- 初節句の刀箭
- 巣場の双体道祖神
- 十文字峠の里程観音
- 大陽寺閻魔堂の仏像群
- 十々六木板石塔婆
- 浜平獅子舞の獅子頭
- 稲荷神社石垣
- 石経塚
- 爪彫りの石
- 半縄の笠鉾
- 橋場の双体道祖神
- 廣見寺本堂額縁(元下郷笠鉾万燈) 1面
- 川瀬祭笠鉾・屋台8基番場町屋台
- 川瀬祭笠鉾・屋台8基宮側町屋台
- 川瀬祭笠鉾・屋台8基東町屋台
- 川瀬祭笠鉾・屋台8基熊木町笠鉾
- 川瀬祭笠鉾・屋台8基道生町笠鉾
- 川瀬祭笠鉾・屋台8基上町笠鉾
- 川瀬祭笠鉾・屋台8基中町笠鉾
- 川瀬祭の笠鉾・屋台8基本町屋台

## 無形民俗文化財
- 黒谷の獅子舞
- 久那の獅子舞
- 矢行地の獅子舞
- 田野澤の獅子舞
- 太田熊野神社の神楽
- 琴平神社の神楽
- 秩父歌舞伎正和会
- 中蒔田椋神社の神楽
- 柳田の千垢離
- 川瀬祭の民俗行事
- 諏訪神社神楽
- 久長の獅子舞
- 白岩の獅子舞
- 産泰様腹帯祭り
- 橋倉のフセギ
- 桜井のまわり念仏
- 福田のフセギ
- 塚越のフセギ
- 沢口の精霊送り
- 大日堂の天道念仏
- 女部田の女人念仏
- 小川の精霊送り
- 十頭神社の神輿渡御
- 取方の彼岸念仏
- 小坂下の天道念仏
- 三峰の獅子舞
- 三峰の神楽
- 神明社神楽
- 浅間神社神楽
- 日向の獅子舞
- 千手観音信願相撲
- 上平の廻し念仏
- 神明社川瀬神幸祭と笠鉾行事

## 史跡
- 丹党中村氏の墓
- 秩父神社大祭御旅所
- 黒谷銅製錬所址
- 岩かげ遺跡
- 札所1番 誦経山四萬部寺
- 札所2番 大棚山真福寺
- 札所3番 岩本山常泉寺
- 札所4番 高谷山金昌寺
- 札所11番 南石山常楽寺
- 札所12番 仏道山野坂寺
- 札所13番 旗下山慈眼寺
- 札所14番 長岳山今宮坊
- 札所15番 母巣山少林寺
- 札所16番 無量山西光寺
- 札所17番 実正山定林寺
- 札所18番 白道山神門寺
- 札所19番 飛渕山龍石寺
- 札所20番 法王山岩之上堂
- 札所21番 要光山観音寺
- 札所22番 華台山童子堂
- 札所23番 松風山音楽寺
- 札所24番 光智山法泉寺
- 札所25番 岩谷山久昌寺
- 札所26番 岩井堂(萬松山円融寺)
- 札所27番 龍河山大淵寺
- 札所28番 石龍山橋立堂
- 札所29番 笹戸山長泉院
- 札所30番 瑞竜山法雲寺
- 札所33番 延命山菊水寺
- 高野佐三郎遺跡 附明信館本館及び遺品一式
- 加藤家板石塔婆
- 旧伊古田村高札場
- 堀切の青石塔婆
- 冠岩の青石塔婆
- 狐塚古墳
- 太田部塚山古墳群
- 岩蔭の遺跡(彦久保岩陰遺跡)
- 長福寺の芭蕉句碑 1基
- 坂東彦五郎の墓 1基
- 万葉歌碑
- 麻生加番所跡
- 翁塚 芭蕉句碑
- 諸の高札場
- 即道終焉の地
- 清雲寺事件と大炊御門尊正の墓
- 諸の翁塚(芭蕉句碑)

## 名勝
- 城峯山
- 子ノ神の滝

## 天然記念物
- 瑞岩寺山のツツジ
- 柞の森
- 滝坂のステゴピル
- 浦山のフクジュソウ群落
- 下蒔田のカヤの木
- 上影森諏訪神社のスギ
- 熊野神社のケヤキ
- 金仙寺のスギ
- でんでい場のツバキ
- 近戸の大ツツジ
- 古屋敷のヒイラギ
- 蓼沼のクワ
- 吉田小学校庭の大欅
- 海底地滑りの跡(スランプ褶曲)
- てんぐ岩のネズ
- 巣場ヤブツバキ群生地
- 桧葉
- 座禅草
- 男釜・女釜
- 円通寺のシダレ桜
- 清雲寺境内しだれ桜 3本
- 品沢のフクジュソウ